# 송공 계 (29대)
송공 계(宋公 啓, ? ~ ?)는 중국 춘추 시대 송나라의 공작(재위: 기원전 469년)이다.

## 생애
송 경공은 아들이 없어서 동생인 공자 서진(褍秦)의 아들인 공손 주(周)의 두 아들 득(得)과 계를 궁중에서 길러 후계자를 뽑으려고 했다.
기원전 469년에 경공이 끝내 태자를 세우지 않고 죽자 경공이 총애하던 신하 대윤(大尹, 관직 이름)이 계를 옹립했다. 좌사(右師) 황완(皇緩), 대사마(大司馬) 황비아(皇非我), 사도(司徒) 황회(皇懷), 좌사(左師) 영불완(靈不緩), 사성(司城) 악패(樂茷), 대사구(大司寇) 악주서(樂朱鉏)의 여섯 경(卿)은 이에 반대하여 백성들에게 형인 득을 제치고 계가 선 것은 옳지 못하다고 하자 백성들이 이에 동조했다. 대윤도 백성들에게 이미 세워진 군주를 다시 바꾸는 것은 옳지 못하다고 했지만 백성들이 그를 비난했다. 여섯 경이 마침내 득을 세우자 대윤과 계는 초나라로 달아났다.

## 《사기》에서의 기록
《사기》에는 득이 특(特)으로 나와 있고 공손 주가 규(糾)로 되어 있다. 경공이 규를 죽이자 이에 원한을 품어 경공 사후 경공의 태자를 죽인뒤 자립했다고 하며, 계에 대한 이야기는 보이지 않는다.
| 선 대 송 경공 | 제29대 송나라의 공작 기원전 469년 | 후 대 송 소공 |